# Campeonato Mundial de Corta-Mato de 1995
O 23º Campeonato Mundial de Corta-Mato foi realizado em 25 de março de 1995, em Durham, Inglaterra. 

## Resultados

### Corrida Longa Masculina

#### Individual
| Medalha | Atleta       | País     | Tempo     |
| Ouro    | Paul Tergat  | Quênia   | 34:05 min |
| Prata   | Ismael Kirui | Quênia   | 34:13 min |
| Bronze  | Salah Hissou | Marrocos | 34:14 min |

#### Equipas
| Medalha | Selecção | Marca   |
| Ouro    | Quênia · Paul Tergat (1º) · Ismael Kirui (2º) · James Songok (7º) · Simon Chemoiywo (8º) · Julius Ondieki (15º) · William Kiptum (29º)               | 62 pts  |
| Prata   | Marrocos · Salah Hissou (3º) · Brahim Lahlafi (5º) · Elarbi Khattabi (11º) · Abdelaziz Sahere (12º) · Hammou Boutayeb (39º) · Mustapha Bamouh (41º)  | 111 pts |
| Bronze  | Espanha · Martín Fiz (10º) · José Manuel García (13º) · José Carlos Adán (18º) · Antonio Serrano (19º) · Alejandro Gómez (28º) · Antonio Pérez (32º) | 120 pts |

### Corrida Júnior Masculina

#### Individual
| Medalha | Atleta          | País    | Tempo     |
| Ouro    | Assefa Mezegebu | Etiópia | 24:12 min |
| Prata   | Dejene Lidetu   | Etiópia | 24:14 min |
| Bronze  | David Chelule   | Quênia  | 24:16 min |

#### Equipas
| Medalha | Selecção | Marca  |
| Ouro    | Quênia   | 23 pts |
| Prata   | Etiópia  | 25 pts |
| Bronze  | Marrocos | 72 pts |

### Corrida Longa Feminina

#### Individual
| Medalha | Atleta              | País    | Tempo     |
| Ouro    | Derartu Tulu        | Etiópia | 20:21 min |
| Prata   | Catherina McKiernan | Irlanda | 20:29 min |
| Bronze  | Sally Barsosio      | Quênia  | 20:39 min |

#### Equipas
| Medalha | Selecção                                                                                          | Marca  |
| Ouro    | Quênia · Sally Barsosio (3ª) · Margaret Ngotho (4ª) · Rose Cheruiyot (8ª) · Catherine Kirui (11ª) | 26 pts |
| Prata   | Etiópia · Derartu Tulu (1ª) · Gete Wami (5ª) · Merima Denboba (7ª) · Askale Bereda (25ª)          | 38 pts |
| Bronze  | Roménia · Gabriela Szabo (10ª) · Tudorita Chidu (22ª) · Elena Fidatof (23ª) · Iulia Negura (29ª)  | 84 pts |

### Corrida Júnior Feminina

#### Individual
| Medalha | Atleta           | País      | Tempo     |
| Ouro    | Annemari Sandell | Finlândia | 14:04 min |
| Prata   | Jebiwot Keitany  | Quênia    | 14:09 min |
| Bronze  | Nancy Kipron     | Quênia    | 14:17 min |

#### Equipas
| Medalha | Selecção | Marca  |
| Ouro    | Quênia   | 18 pts |
| Prata   | Etiópia  | 31 pts |
| Bronze  | Japão    | 56 pts |